# Кураки, Маи
Маи Кураки (яп. 倉木 麻衣, род. 28 октября 1982) — японская поп- и R&B певица, автор песен и продюсер. После выпуска своего дебютного сингла «Baby I Like» в США в 1999 году Кураки подписала контракт с Giza Studio и выпустила свой дебютный сингл «Love, Day After Tomorrow» в 1999 году. В 2000 году она выпустила свой дебютный альбом Delicious Way, который дебютировал под номером один и был продан тиражом более 2,2 миллиона копий за первую неделю. Альбом породил четыре сингла из тройки лучших: «Love, Day After Tomorrow», «Stay by My Side», «Secret of My Heart» и «Never Gonna Give You Up». В конце концов, альбом был продан тиражом более 3,5 миллионов копий по всей стране и стал самым продаваемым альбомом в Японии в 2000 году и стал девятым самым продаваемым альбомом в Японии за всё время.
Её второй альбом Perfect Crime (2001) дебютировал в Японии и был продан тиражом более 1,3 миллиона копий по всей стране. После успеха в Японии Кураки снова нацелилась на американский рынок с англоязычным студийным альбомом Secret of My Heart (2002), однако он не попал ни в какие чарты в Соединённых Штатах Америки. Её третий японский альбом Fairy Tale вышел в 2002 году и возглавил альбомный чарт Oricon. В альбоме появилась песня номер один «Winter Bells». Её четвёртый альбом If I Believe стал её четвёртым подряд альбомом номер один в Японии. Её первый сборник Wish You the Best (2004) был продан тиражом почти миллион копий и стал седьмым по популярности альбомом 2004 года в Японии. Последующие альбомы Кураки, Fuse of Love (2005), Diamond Wave (2006) и One Life (2008), были выпущены с меньшим коммерческим успехом.
В 2009 году Кураки увидела возрождение своей популярности с увеличением количества появлений на телевидении и продвижением. Её восьмой студийный альбом Touch Me!, дебютировавший в Японии, стал её первым альбомом номер один за пять лет. Её второй сборник All My Best (2009) возглавил чарт в Японии, сделав её одним из двух артистов, отправивших два альбома на первое место в чарте за год. Её следующие студийные альбомы Future Kiss (2010) и Over the Rainbow (2012) вошли в тройку лучших в Японии. Её третий сборник, Mai Kuraki Best 151A: Love & Hope (2014), занял второе место в Японии и стал девяносто пятым самым продаваемым альбомом в Японии за год. Её одиннадцатый студийный альбом Smile (2017) был продан в меньшем объёме, чем её предыдущие альбомы, отчасти из-за отсутствия промоушена.
Выпущенный в 2017 году сингл «Togetsukyo (Kimi Omou)» достиг второго места в Японии и стал самым продаваемым синглом для сольной исполнительницы в 2017 году. Сингл ознаменовал второе возрождение Кураки в чартах, за ним последовал сборник Mai Kuraki x Meitantei Conan Collaboration Best 21: Shinjitsu wa Itsumo Uta ni Aru! (2017), который достиг четвёртого места в Японии и попал в чарты альбомов на конец года в 2017 и 2018 годах. Её двенадцатый и тринадцатый альбомы Kimi Omou: Shunkashūtō (2018) и Let's Goal!: Barairo no Jinsei (2019) имели умеренный успех и вошли в тройку лучших в Японии. Её пятый сборник Mai Kuraki Single Collection: Chance for You был выпущен в 2019 году в честь её 20-летия.
Кураки наиболее известна тем, что поёт тематические песни для японского аниме-сериала Case Closed. По состоянию на октябрь 2020 года она записала двадцать три песни для сериала, что принесло ей рекорд Книги Гиннеса за исполнение наибольшего числа тематических песен для того же телесериала. Кураки также является единственной артисткой, чьи синглы последовательно дебютировали в десятке лучших с момента своего дебюта в 1999 году, и является 38-м самым продаваемым японским музыкальным исполнителем за всё время. На сегодняшний день у Кураки семь альбомов номер один (пять оригиналов и две компиляции) и два сингла номер один.

## Биография

### Ранние годы и начало карьеры
Маи Кураки родилась 28 октября 1982 года в семье предпринимателя, кинорежиссёра и актёра Исоми Ямасаки. Её дедушка — поэт Санехару Ямасаки, а тётя — актриса Рэйко Такидзава. Услышав музыку Уитни Хьюстон и увидев танцевальные движения Майкла Джексона, Кураки мечтала стать певицей. Во время учёбы в старшей школе, с помощью своего отца, который был другом музыкального лейбла Giza Studio, Кураки отправила демо-кассету лейблу и заключила с ними контракт. Однако до того, как Кураки дебютировала в Японии, она дебютировала в Америке. Под Giza USA and Bip! Records, Кураки выпустила сингл «Baby I Like» под сценическим псевдонимом Mai K. Кавер песни Yoko Blaqstone произвёл впечатление даже на руководителей крупного лейбла East West Records, что побудило лейбл распространять её. Однако песня не попала в чарты Billboard, и Giza отправила её обратно в Японию.

### 2000–2001:Delicious WayиPerfect Crime
Вернувшись в Японию, Кураки начала работать над своими J-pop материалами. 8 декабря 1999 года она выпустила свой дебютный сингл «Love, Day After Tomorrow» в Японии. Сингл вошёл в чарт синглов Oricon под номером 18 и, в конечном итоге, достиг 2 места, будучи проданным в количестве 1,4 миллиона копий и став четвёртым бестселлером 2000 года в Японии. В июне 2000 года дебютный студийный альбом Кураки, Delicious Way, был выпущен с коммерческим успехом, дебютировал под номером один в Японии и был продан в количестве 2 210 000 копий за первую неделю, что по-прежнему является наибольшим объёмом продаж дебютного альбома в Японии за первую неделю по состоянию на 2020 год. Delicious Way было продано более трёх миллионов копий и было сертифицировано в 3 раза больше миллиона, а также он получил премию «Рок-альбом года» на 16-й ежегодной церемонии Japan Gold Disc Awards. По состоянию на 2020 год, альбом остаётся девятым по популярности альбомом в Японии. Альбом породил ещё три сингла: «Stay by My Side», «Secret of My Heart» и «Never Gonna Give You Up», которые вошли в тройку лучших в Японии. «Secret of My Heart» выиграла премию Japan Gold Disc Award в номинации «Песня года» и была выбрана в качестве музыкальной темы к телевизионному аниме-сериалу «Case Closed», в котором Кураки прославилась исполнением нескольких тематических песен. В 2000 году Кураки отправила шесть синглов в топ-100 ежегодного чарта Oricon.
В июле 2001 года Кураки выпустила свой второй альбом Perfect Crime. Альбом был продан тиражом более 800000 копий за первую неделю и дебютировал на вершине чарта Oricon. Альбом был продан тиражом более 1,3 миллиона копий и получил миллионный сертификат Японской ассоциации звукозаписывающих компаний (RIAJ). Perfect Crime выиграл «Рок-альбом года». Альбом породил шесть синглов, в том числе синглы, получившие платиновый сертификат, «Reach for the Sky», «Tsumetai Umi/Start in My Life» и «Stand Up». В августе 2000 года Кураки отправилась в свой первый промо-тур, Sokenbicha Natural Breeze 2001 Happy Live, при поддержке Coca-Cola в качестве рекламной кампании своего бренда Sokenbicha.

### 2002:Secret of My HeartиFairy Tale
В январе 2002 года в США Кураки выпустила свой первый англоязычный альбом Secret of My Heart. В альбом вошли английские версии её хитов, а также её американский сингл «Baby I Like». Как и сингл, Secret of My Heart коммерчески потерпел неудачу на рынке США. В том же месяце Кураки отправилась в свой первый общенациональный хедлайнерский тур Mai Kuraki "Loving You ..." Tour 2002. Тур из четырнадцати шоу посетило около 150 000 зрителей. В апреле Кураки подписала контракт с Shiseido на продвижение своего бренда Sea Breeze. Её песня «Feel Fine!» была использована для их телевизионного рекламного ролика, в котором появилась сама Кураки. В июне 2002 года Кураки появилась на телевидении, выступив на официальном концерте FIFA World Cup в Корее/Японии в 2002 году с другими артистами, такими как Лорин Хилл и Кэн Хираи.
Её третий студийный альбом Fairy Tale вышел в октябре 2002 года. Альбом дебютировал под номером один в Японии и был продан тиражом более 730 000 копий по всей стране. Альбом породил четыре сингла из тройки лучших: «Can't Forget Your Love», «Feel Fine!», «Like a Star in the Night» и «Winter Bells», которые достигли пика в Японии. Fairy Tale получил награду «Рок и поп-альбом года» на Japan Gold Disc Awards. В том же месяце Кураки отправилась в тур Mai Kuraki Fairy Tale 02–03 в поддержку альбома. В декабре 2002 года Кураки опубликовала свою первую автобиографическую книгу «Моя музыка» (Myself Music).

### 2003–2004:If I BelieveиWish You the Best
Кураки выпустила свой четвёртый студийный альбом If I Believe в июле 2003 года. Альбом дебютировал под номером один в Японии и был продан тиражом более 445 000 копий по всей стране. На счету If I Believe четыре сингла: «Make My Day», «Time After Time: Hana Mau Machi de», «Kiss» и «Kaze no La La La», все из которых достигли третьей строчки в Японии. В октябре 2003 года Кураки была приглашённой вокалисткой для сингла Така Мацумото «Imitation Gold», кавера на Момоэ Ямагути. Сингл дебютировал под номером один и был продан тиражом более 80 000 копий, став для Мацумото его первым синглом номер один. Песня вошла в его восьмой студийный альбом The Hit Parade (2003). В декабре 2003 года Кураки впервые выступила в Кохаку ута гассэн и исполнила «Stay by My Side» в То-дзи в Киото.
Wish You the Best, её первый сборник, был выпущен под Новый 2004 год. Альбом стал её пятым альбомом номер один подряд и был сертифицирован Японской ассоциацией звукозаписывающих компаний на миллион, хотя альбом полностью состоял из ранее выпущенных песен. В апреле 2004 года Кураки отправилась в тур Mai Kuraki 2004 Live Tour Wish You the Best: Grow, Step by Step. В турне приняли участие 117 000 зрителей. В декабре 2004 года Кураки исполнила свой сингл «Ashita e Kakeru Hashi» (明日へ架ける橋) в Кохаку ута гассэн.

### 2005–2006:Fuse of LoveиDiamond Wave
Её пятый студийный альбом Fuse of Love был выпущен в августе 2005 года. Альбом не смог сравниться с успехом её предыдущих альбомов, достигнув только третьей позиции в чарте Oricon, в то время как ему удалось войти в недавно созданный тайваньский чарт G-Music под номером тринадцать. Fuse of Love породил четыре сингла, в том числе три сингла, входящие в пятёрку лучших: «Ashita e Kakeru Hashi», «Love, Needing» и «Dancing». Музыкальное видео «Dancing» было снято Найджелом Диком, который также снял музыкальное видео таких артистов, как Бритни Спирс, Guns N’ Roses и Backstreet Boys. Позднее альбом был признан Японской ассоциацией звукозаписывающих компаний золотым и был продан тиражом более 185 000 копий по всей стране. Кураки отправилась в тур Mai Kuraki Live Tour 2005 Like a Fuse of Love в сентябре 2005 года. В декабре 2005 года Кураки в третий раз выступила в Кохаку ута гассэн, исполнив свой дебютный сингл «Love, Day After Tomorrow».
В августе 2006 года Кураки выпустила свой шестой студийный альбом Diamond Wave. Альбом имел умеренный успех, достигнув третьей позиции в Японии и тринадцатой в Тайване. Было продано более 132 000 копий, и он получил золотой сертификат Японской ассоциации звукозаписывающих компаний. Diamond Wave породила три сингла первой десятки: «Growing of My Heart», «Best of Hero» (ベスト オブ ヒーロー) и «Diamond Wave». С августа 2006 года по ноябрь 2006 года Кураки отправилась в тур Mai Kuraki Live Tour 2006 Diamond Wave для продвижения альбома.

### 2007-2009:One Life,Touch Me!иAll My Best
В июне 2007 года Кураки покинул Giza Studio в Осаке и подписала новый контракт со звукозаписывающей компанией с недавно основанным лейблом Northern Music в Токио, хотя оба лейбла входят в группу Being Inc. 7 июня 2007 года Кураки исполнила песню «Born to Be Free» на Кубке чемпионов A3 2007 в Шаньдуне, Китай. 16 июня 2007 года она исполнила «Secret of My Heart» на церемонии вручения премии Golden Melody Awards на Тайване в качестве артиста — представителя Японии. В сентябре 2007 года Кураки впервые выступила на Азиатском песенном фестивале в Сеуле, Южная Корея. Кураки отправилась в рекламный тур Mai Kuraki Live Tour 2007 Be With U в декабре 2007 года. В январе 2008 года Кураки выпустила свой седьмой студийный альбом One Life. Альбом не смог попасть в десятку лучших в Японии, достигнув только четырнадцатой позиции, отчасти из-за системы чартов Oricon. Альбом достиг двенадцатой строчки на Тайване и был продан тиражом более 89 000 копий в Японии, получив золотой сертификат Японской ассоциации звукозаписывающих компаний. One Life породил четыре сингла первой десятки: «Shiroi Yuki», «Season of Love» и «Silent Love: Open My Heart/Be With U».
В октябре 2008 года Кураки отправилась в тур Mai Kuraki Live Tour 2008 "Touch Me!" для продвижения её ещё не издававшегося восьмого студийного альбома Touch Me!. Альбом был выпущен в январе 2009 года. Кураки впервые появилась в музыкальной телевизионной программе Music Station, где она исполнила заглавный трек альбома «Touch Me!» в целях продвижения альбома. Это выступление стало первым выступлением Кураки в телепрограмме, помимо Кохаку ута гассэн. Альбом имел коммерческий успех, дебютировав под номером один в Японии, и став её первым альбомом номер один за пять лет с момента выхода Wish You the Best (2004). Было продано более 90000 копий по всей стране, и он был отмечен золотым сертификатом Японской ассоциации звукозаписывающих компаний. Альбом также достиг двенадцатой строчки на Тайване. Touch Me! породил четыре сингла первой десятки: «Yume ga Saku Haru/You and Music and Dream», «Ichibyōgoto ni Love for You» и «24 Xmas Time». Заглавный трек также попал в чарты Японии, достигнув шестнадцатой позиции в Billboard Japan Hot 100, несмотря на то, что не был выпущен как сингл. В апреле 2009 года Кураки была приглашена в качестве приглашённого вокалиста на посмертный сингл Zard «Sunao ni Ienakute». Сингл достиг восьмой строчки в Японии, разойдясь тиражом более 36 000 копий по всей стране.
В июле 2009 года Кураки отправилась в азиатский тур под названием 10th Anniversary Mai Kuraki Tour 2009 "Best" в честь своего десятого дебюта. Её второй сборник «All My Best» был выпущен с коммерческим успехом, дебютировав на вершине чарта Oricon, что сделало её одним из двух артистов, которые отправили два альбома на первое место в чарте в 2009 году, второй — группа GReeeeN. Альбом был продан тиражом более 250 000 копий по всей стране и был сертифицирован Японской ассоциацией звукозаписывающих компаний как платиновый, а также вошёл в чарт альбомов на конец года под номером двадцать пять. Альбом породил два сингла «Puzzle» и «Beautiful», которые входят в тройку лучших. Заглавный трек альбома «Watashi no, Shiranai, Watashi» использовался в телевизионной рекламе косметической компании Kosé, где Маи была моделью. Песня достигла двадцатой позиции в Billboard Japan Hot 100, хотя она и не была выпущена как сингл. Двойной сингл A-side «Puzzle/Revive» стал первым синглом Кураки, который занял первое место за 5 лет после «Ashita e Kakeru Hashi» (2004). 31 октября 2009 года Кураки провела концерт на Хэллоуин под названием «10th Anniversary Mai Kuraki Live Tour 2009 «Best» Happy Happy Halloween Live» в Ниппон Будокан. «Puzzle» был использован в качестве финальной темы для тринадцатого фильма «Детектив Конан: Охотник на ворона», а «Revive» — в качестве двадцать пятой вступительной музыкальной темы телесериала.

### 2010–2012:Future KissиOver the Rainbow
В марте 2010 года Кураки выпустила двойной сингл A-side «Eien Yori Nagaku/Drive me Crazy». Первый был использован в телевизионной рекламе Kosé, а второй был использован в качестве японской музыкальной темы к американскому телесериалу Heroes Season 3. Сингл достиг четвёртой строчки в Японии и пятнадцатой на Тайване. В ноябре 2010 года вышел её девятый студийный альбом «Future Kiss». Альбом дебютировал под номером три и был продан тиражом более 65 000 копий в Японии. Он также занял одиннадцатую позицию на Тайване, что сделало её альбом на сегодняшний день самым популярным в стране. Альбом породил четыре сингла из топ-5: «Revive», «Beautiful», «Drive Me Crazy» и «Summer Time Gone». Заглавный трек альбома был исполнен в нескольких телевизионных программах, включая SMAP×SMAP и Music Station, благодаря чему он занял 13-ю строчку в Billboard Japan Hot 100. Другая песня из альбома, «Tomorrow Is the Last Time», была использована в качестве музыкальной темы к аниме «Case Closed» и заняла 42-е место в цифровом чарте Японской ассоциации звукозаписывающих компаний. В ноябре 2010 года Кураки выступила в святилище Камигамо в Киото, внесённом в список Всемирного наследия ЮНЕСКО, в рамках кампании, посвящённой 40-летию Tokyo FM.
В марте 2011 года Кураки спела национальный гимн на благотворительном футбольном матче под названием «Благотворительный матч в поддержку восстановления после землетрясения в Тохоку, Ganbarou Nippon!» на стадионе Янмар Нагаи, Осака. Матч снова прошёл в августе 2011 года, где Кураки вновь исполнила гимн. В апреле 2011 года она выпустила сингл «Anata ga Irukara», который посвятила жертвам землетрясения и цунами в Тохоку 2011 года. Песня была переиздана в августе в виде видео-сингла с участием профессиональной фигуристки Сидзуки Аракавы. Доходы от исполнения всех версий песни были пожертвованы Обществу Красного Креста Японии для помощи пострадавшим и восстановления в зоне бедствия. В июне 2011 года Кураки фигурировала в сингле Nerdhead «Doushite Suki nandaro?» под именем Mai-K. Песня достигла пятнадцатой строчки в Японии. В августе 2011 года Sanrio объявили о своём сотрудничестве с Northern Music для создания одного из персонажей Wish me mell, Maimai. Maimai официально основана на самой Кураки в сотрудничестве с Sanrio, и она выпустила официальную имиджевую песню серии «Stay the Same». В октябре 2011 года Кураки провела благотворительный концерт Mai Kuraki Premium Live One for All, All for One в Ниппон Будокан. Концерт прошёл при поддержке таких музыкантов, как Токийский филармонический оркестр, Alex Ru и Nerdhead. В ноябре 2011 года Кураки выпустила свой первый видео-сингл «Strong Heart». Сингл занял седьмую и третью строчки в Японии и Тайване соответственно. Часть вырученных средств была пожертвована на реконструкцию зоны бедствия землетрясения и цунами в Тохоку 2011 года. В январе 2012 года вышел её десятый студийный альбом «Over the Rainbow». Альбом дебютировал под номером два в Японии и был продан в количестве примерно 50 000 копий по всей стране. Over the Rainbow представил четыре сингла в десятке лучших: «1000 Mankai no Kiss», «Mou Ichido», «Your Best Friend» и «Strong Heart». С того же месяца она отправилась в Mai Kuraki Live Tour 2012: Over the Rainbow в поддержку альбома. В апреле 2012 года Кураки стала самым популярным азиатским влиятельным японским певцом на церемонии вручения китайской музыкальной премии Channel V «Migu» 2012 года, которая проходила в Макао. В июне 2012 года она подписала рекламный контракт с NGW Japan на продвижение их серии бутилированной минеральной воды Ice Field. В сентябре 2012 года Кураки провела свой первый оркестровый концерт под названием Mai Kuraki Symphonic Live -Opus 1- в Метрополитен-театре Токио. В декабре 2012 года она выпустила оркестровый сборник Mai Kuraki Symphonic Collection in Moscow. Заглавная композиция с альбома «Hakanasa» была выбрана в качестве японской музыкальной темы к китайскому фантастическому фильму «Раскрашенная кожа» и адаптированному на его основе телесериалу.

### 2013–2014:Mai Kuraki Best 151A: Love & Hope
В феврале 2013 года Кураки выпустила сингл «Try Again», который использовался в качестве музыкальной темы к аниме-сериалу Case Closed. Сингл занял седьмую строчку и попал в чарт G-Music J-Pop на третье место. В июне 2013 года Кураки отправилась в национальный тур под названием Mai Kuraki Live Project 2013 "Re:". В сентябре 2013 года она провела свой второй оркестровый концерт Mai Kuraki Symphonic Live -Opus 2- в Токио. В марте 2014 года в рамках проекта JICA Nantokashinakya! Project, Кураки посетила Сиемреап в Камбодже, чтобы поддержать и помочь системе образования в Камбодже. После визита Кураки начала проект по сбору средств для основания школы в Трей Нхоар, округ Пуок, Камбоджа. В феврале 2016 года проект был завершён, и был основан Центр обучения сообщества Трей Нхоар. С июня 2014 года Кураки отправилась в два тура: 15-летие Mai Kuraki Live Project 2014 Best "151A": Fun Fun Fun и 15-летие Mai Kuraki Live Project 2014 Best 151A: Muteki na Heart. Во время первого тура Кураки выступала на относительно небольших концертных площадках, в то время как во втором туре она выступала в мюзик-холлах. В ноябре 2014 года Кураки выпустила свой третий сборник Mai Kuraki Best 151A: Love & Hope в честь пятнадцатой годовщины своего дебюта. Альбом занял второе место в Японии и был продан тиражом более 67 000 копий, получив золотой сертификат Японской ассоциации звукозаписывающих компаний. Он также занимает девятнадцатую позицию в Тайване. Из Mai Kuraki Best 151A: Love & Hope вошли в десятку лучших синглов: «Koi ni Koishite»/«Special Morning Day to You», «Try Again», «Wake Me Up», «Muteki na Heart»/«Stand by You».

### 2015–2017:Smileи "Togetsukyo (Kimi Omou)"
В мае 2015 года Кураки выпустила промо-сингл «Serendipity» в честь 40-летия линии Санъё-синкансэн компании West Japan Railway Company. Сингл дебютировал под шестым номером в еженедельном чарте Recochoku. В ноябре 2015 года Кураки и другие музыканты, в том числе Кадзуфуми Миядзава, Тэцуя Такэда и Аи Кавасима, записали благотворительный сингл «Hitori, Hitotsu» в поддержку волонтёров японского зарубежного сотрудничества. В апреле 2016 года Кураки провела свой первый концерт в России, в Мариинском театре. В мае 2016 года Кураки подписала контракт с Nihon Unisys и написала для компании имиджевую песню «Make That Change». В сентябре 2016 года Кураки отправилась в тур по Китаю Mai Kuraki "Time After Time" Chine Live Tour. В январе 2017 года Кураки выпустила «Yesterday Love» как первый VR-сингл в Японии. В следующем месяце был выпущен её первый студийный альбом за пять лет, «Smile», который имел небольшой коммерческий успех. Альбом достиг четвёртой строчки и был продан тиражом более 29 000 копий в Японии. Альбому представил сингл «Yesterday Love» и два промо-сингла «Serendipity» и «Sawage Life». Для продвижения альбома Кураки начала проект Mai Kuraki Live Project 2017 Sawage Live.
В апреле 2017 года Кураки выпустила сингл «Togetsukyo (Kimi Omou)», финальную тему мультфильма «Детектив Конан: Багровое любовное письмо». Песня мгновенно вошла в основные музыкальные чарты Японии, будучи продана в количестве около 30 000 физических копий за первую неделю. «Togetsukyo (Kimi Omou)» занял второе место в Billboard Japan Hot 100 и пятое в еженедельном чарте Oricon. Наконец, было продано более 76 000 физических копий, что сделало её самой продаваемой песней после сингла 2004 года «Ashita e Kakeru Hashi». Наконец, песня стала самым продаваемым синглом сольной певицы в Японии и пятьдесят второй в целом. Кроме того, песня была продана в количестве более 250 000 цифровых копий, и стала самой загружаемой песней с момента её дебюта, получив платиновую награду от Японской ассоциации звукозаписывающих компаний. 25 июля 2017 года она была занесена в Книгу рекордов Гиннеса за исполнение наибольшего числа тематических песен в одном аниме-сериале (Case Closed). Четвёртый сборник Кураки Mai Kuraki x Meitantei Conan Collaboration Best 21: Shinjitsu wa Itsumo Uta ni Aru!, созданный в сотрудничестве с Case Closed, был выпущен 25 октября 2017 года. Альбом имел коммерческий успех, достигнув четвёртой строчки и разошёлся тиражом более 79 000 копий в Японии. В декабре 2017 года Кураки впервые за двенадцать лет выступила в Кохаку ута гассэн, исполнив «Togetsukyo (Kimi Omou)».

### 2018–настоящее время:Kimi Omou: ShunkashūtōиLet's Goal!: Barairo no Jinsei
В сентябре 2018 года Кураки появилась в телевизионной рекламе города Киото в качестве посла Киото по осмотру достопримечательностей. В октябре 2018 года Кураки была выбрана в качестве имиджевого персонажа сети универмагов Parco в рамках кампании китайского Нового года. В том же месяце Кураки выпустила свой первый концептуальный альбом Kimi Omou: Shunkashūtō. Альбом достиг третьей строчки и был продан тиражом около 30 000 копий в Японии. В альбоме появилось пять синглов: «Togetsukyo (Kimi Omou)», «We Are Happy Women», «Do It!», «Light Up My Life» и «Koyoi wa Yume wo Misasete». С 13 октября 2018 года она приступила к участию в Mai Kuraki Live Project 2018 «Red It Be»: Kimi Omou Shunkashūtō для продвижения альбома. «Light Up My Life» стала музыкальной темой к японской тактической ролевой игре Valkyria Chronicles IV.
В марте 2019 года Кураки выпустила двойной сингл A-side «Kimi to Koi no Mama de Owarenai Itsumo Yume no Mama ja Irarenai»/«Barairo no Jinsei». Обе песни стали темами специальных эпизодов Case Closed, «The Scarlet School Trip», в которых Кураки появилась в качестве голосового актёра. Песня достигла четвёртой строчки, став её сорок вторым синглом в десятке лучших CD подряд с момента её дебюта «Love, Day After Tomorrow», увеличив её рекорд как единственной артистки в Японии, сделавшей это. В честь 20-летия дебюта Кураки отправилась в азиатский тур 20-летия Mai Kuraki Live Project 2019 в Азии с июля 2019 года. В августе 2019 года вышел её тринадцатый студийный альбом «Let's Goal!: Barairo no Jinsei». Альбом дебютировал под номером три и был продан тиражом более 29 000 копий в Японии. В поддержку альбома, с августа по ноябрь 2019 года она отправилась в турне «Let's Goal!: Barairo no Jinsei», посвящённое 20-летию Mai Kuraki Live Project 2019.
В декабре 2019 года Кураки выпустила свой пятый сборник «Mai Kuraki Single Collection: Chance for You». Альбом достиг шестой строчки и был продан в Японии тиражом более 29 000 копий. Сборник синглов из четырёх дисков был мастерингован инженерами, номинированными на премию Грэмми, Райаном Смитом, Крисом Джеринджером, Рэнди Меррилом, Джо ЛаПорта и Тедом Дженсеном. В октябре 2020 года Кураки написала песню All at Once «Just Believe You», в которую также вошёл сэмпл сингла Кураки «Secret of My Heart».
В марте 2021 года Кураки выпустила первый примерно за два года сингл «Zero kara Hajimete». Песня была написана в честь 1000-го эпизода аниме-телесериала Case Closed. 6 марта 2021 года песни, написанные Кураки для аниме, были выпущены на потоковых платформах, таких как Spotify и Apple Music.

## Сценический образ

### Влияние
Кураки упоминает Майкла Джексона, Мэрайю Кэри, Уитни Хьюстон и Лорин Хилл как людей, оказавших наибольшее влияние на её карьеру. Она называет живое выступление Хьюстон и видеоклипы Джексона основными причинами, по которым она начала мечтать о карьере певицы. В интервью Natalie Кураки заявила, что практиковала вибрато, напевая «Man in the Mirror» Джексона. Она исполнила каверы на несколько песен из дискографии Джексона, в том числе «I'm Be There», «Smile» и «I Just Can't Stop Loving You». В интервью Barks в 2014 году Кураки рассказала, что на прослушивании исполнила «Grace of My Heart», песню японской гёрл-группы MAX. Кураки также назвала в качестве источников вдохновения Майкла Бубле, Шакиру, Кристину Агилеру, Джанет Джексон, Стейси Оррико, Бритни Спирс и Дженнифер Лопес.
Многие музыканты считают, что Кураки оказала на них наибольшее влияние. Shizuka, бывший член E-girls, и Микако Комацу, назвали Кураки одним из своих главных источников вдохновения. Юи Ёсиока спела «Like a Star in the Night», а Ай Такахаси спела «Tsumetai Umi» на своих прослушиваниях.

### Музыкальный стиль
Песни Кураки часто пишут и продюсируют коллеги-музыканты с её лейбла Being Group, такие как Аика Оно, Акихито Токунага и Yoko Blaqstone, а также инженерная команда Cybersound из Бостона и Майкл Африк. Кураки часто смешивает в своих песнях элементы J-pop, R&B, танцевальной музыки, а иногда и рока, а её записи обычно включают комбинацию баллад и высокотемповых треков.

## Признание
По состоянию на 2020 год Кураки продала более 20 миллионов альбомов и синглов по всему миру и является 38-м самым продаваемым японским музыкальным исполнителем за всё время. Работы Кураки принесли ей несколько наград и похвал, в том числе семь премий Japan Gold Disc Awards. Кураки — единственная артистка в Японии, которая отправила все свои сорок два сингла в первую десятку еженедельного чарта синглов Oricon, начиная с её дебютного сингла «Love, Day After Tomorrow» (1999).
Её дебютный альбом Delicious Way был продан тиражом более 2 210 000 копий за первую неделю, и это остаётся самым большим объёмом продаж дебютного альбома японского исполнителя за первую неделю. Альбом также является третьим по популярности дебютным альбомом и девятым по популярности альбомом в Японии. Музыка Кураки известна во всей Восточной Азии, она стала самым популярным азиатским влиятельным японским певцом на церемонии награждения Chinese Music Awards 2012.

## Дискография
- Delicious Way[англ.] (2000)
- Perfect Crime[англ.] (2001)
- Fairy Tale[англ.] (2002)
- If I Believe[англ.] (2003)
- Fuse of Love[англ.] (2005)
- Diamond Wave[англ.] (2006)
- One Life[англ.] (2008)
- Touch Me![англ.] (2009)
- Future Kiss[англ.] (2010)
- Over the Rainbow[англ.] (2012)
- Smile[англ.] (2017)
- Kimi Omou: Shunkashūtō[англ.] (2018)
- Let's Goal!: Barairo no Jinsei[англ.] (2019)

## Книги
- Myself Music, (Tokyo: Tokuma Shoten[англ.], 2002)[81]
- Mai Kuraki: Treasure Book, (Tokyo: CSI, 2020)[82]

## Туры
- Sokenbicha Natural Breeze 2001 Happy Live (2001)
- Mai Kuraki Loving You… Tour 2002 (2002)
- You & Mai First Meeting 2002 (2002)
- Giza Studio Hotrod Beach Party (2002) (As Mai-K and Friends)
- Mai Kuraki Fairy Tale Tour 02-03 (2002—2003)
- Giza Studio Valentine Concert (2003) (хедлайнер совместно с Риной Аюти[англ.] and Garnet Crow[англ.])
- Mai Kuraki 2004 Live Tour Wish You The Best: Grow, Step by Step (2004)
- Mai-K a Tumarrow 2005 (2005)
- Mai Kuraki Live Tour 2005 Like a Fuse of Love (2005)
- Mai Kuraki Live Tour 2006 Diamond Wave (2006)
- Mai-K.net «De Ma Chi» Live de Show (2006)
- Mai Kuraki Live Tour 2007 Be With U (2007)
- Mai-K.net Exclusive Live: You & Mai Summer 2008 (2008)
- Mai Kuraki Live Tour 2008 «Touch Me!» (2008)
- 10th Anniversary Mai Kuraki Live Tour 2009 «Best» (2009)
- Mai Kuraki Live Tour «Future Kiss» (2010—2011)
- Mai Kuraki Live Tour 2012: Over the Rainbow (2012)
- Mai Kuraki Live Project 2013 "Re: " (2013)
- 15th Anniversary Mai Kuraki Live Project 2014 «151A»: Fun Fun Fun (2014)
- 15th Anniversary Mai Kuraki Live Project 2014 «151A»: Muteki na Heart (2014)
- Mai Kuraki Live Project 2017 «Sawage Live» (2017)
- Mai Kuraki Live Project 2018 «Red It Be»: Kimi Omou Shunkashūtō (2018)
- 20th Anniversary Mai Kuraki Live Project 2019 in Asia (2019)
- 20th Anniversary Mai Kuraki Live Project 2019 «Let’s Goal!: Barairo no Jinsei» (2019)

## Награды и номинации
| Год  | Награда                                | Категория                                                                            | Работа                       | Результат |
| ---- | -------------------------------------- | ------------------------------------------------------------------------------------ | ---------------------------- | --------- |
| 2001 | 2001 Japan Gold Disc Award             | Рок-альбом года                                                                      | Delicious Way                | Победа    |
| 2001 | 2001 Japan Gold Disc Award             | Песня года                                                                           | «Secret of My Heart»         | Победа    |
| 2002 | 2002 Japan Gold Disc Award             | Рок-альбом года                                                                      | Perfect Crime                | Победа    |
| 2003 | 2003 Japan Gold Disc Award             | Рок- и поп-альбом года                                                               | Fairy Tale                   | Победа    |
| 2004 | 2004 Japan Gold Disc Award             | Рок- и поп-альбом года                                                               | If I Believe                 | Победа    |
| 2005 | 2005 Japan Gold Disc Award             | Рок- и поп-альбом года                                                               | Wish You the Best            | Победа    |
| 2010 | 21st RTHK International Pop Poll Award | Top Japanese Gold Song                                                               | «Beautiful»                  | Победа    |
| 2010 | Kodansha Advertising Awards            | Награда за лучший персонаж                                                           |                              | Победа    |
| 2012 | China Music Awards                     | Самый популярный азиатский влиятельный японский певец                                |                              | Победа    |
| 2015 | 2015 Youth Leader Awards               | Youth Leader Awards                                                                  |                              | Победа    |
| 2016 | Fresh Asia Chart Award                 | Лучший международный артист                                                          |                              | Победа    |
| 2017 | Книга рекордов Гиннесса                | Большинство тематических песен, исполненных одним и тем же артистом для мультсериала | Сотрудничество с Case Closed | Победа    |
| 2018 | 2018 Japan Gold Disc Award             | 5 лучших песен по скачиванию                                                         | «Togetsukyo (Kimi Omou)»     | Победа    |
| 2018 | 2018 ERC Chinese Top Ten Awards        | Самый популярный певец Азии                                                          |                              | Победа    |